# Буржоазија
Буржоазија (фр. bourgeoisie) је израз који је у прошлости и данас, зависно од историјског периода и идеолошке основе, означавао различите друштвене групе, односно класе.
У најширем и најстаријем смислу израз буржоазија је описивао грађанство, односно грађанску класу у феудалним, а касније и капиталистичким друштвима. У ту групу су се укључивали сви становници средњовековних градова који нису припадали феудалном племству, али су пак уживали слободу и друге привилегије којих су били лишени кметови.
Касније се, с развојем урбанизације, индустријске револуције и капитализма грађанство почело диференцирати на властите класе различитог материјалног статуса, а самим тиме и различитих политичких и других интереса. Израз буржоазија је добио уже значење, односно почео се односити на имућније и утицајније представнике грађанства, углавном трговце, крупне занатлије и власнике првих индустријских мануфактура.
Буржоазија се у феудалним друштвима сматрала средњом класом, али је с временом њен економски положај ојачао на рачун земљопоседничког племства да би га с временом формалноправно заменила, односно с њим се стопила као нова владајућа класа. Тада је појам буржоазије преузео марксизам који је у буржоазији супротставио радничку класу, односно пролетаријат као нову потлачену класу.
Марксизам је у буржоазији као владајућој класи капитализма видео извор свих друштвених проблема, те себи зацртао циљ да је уклони кроз класну борбу и увођење диктатуре пролетаријата у социјализму. Због свега тога је израз буржоазија и буржуј у многим државама добио пејоративно значење, а и након нестанка комунизма у свакодневном говору постао синоним за себичност, бездушност и сирови материјализам.
У неким другим државама буржоазија је такође добила пејоративно значење, али више везан уз некадашњи статус буржоазије као средње класе. Израз буржоазија тамо означава особе којима недостаје софистицираност богатих, али и аутентичност сиромашних слојева, односно сличан је изразу малограђанство.

## Историја

### Порекло и успон
Буржоазија се као историјски и политички феномен појавила у 11. веку када су се вароши средње и западне Европе развиле у градове посвећене трговини и занатству. Ово урбано ширење било је могуће захваљујући економској концентрацији због појаве заштитне самоорганизације у цехове. Цехови су настали када су се појединачни бизнисмени (као што су занатлије, мајстори и трговци) сукобили са својим феудалним земљопоседницима који су тражили кирију и који су захтевали веће кирије него што је раније договорено.
До краја средњег века (око 1500. нове ере), под режимима раних националних монархија Западне Европе, буржоазија је деловала у сопственом интересу и политички подржавала краља или краљицу против правних и финансијских нереда изазваних похлепом феудалаца. У касном 16. и раном 17. веку, буржоазије Енглеске и Холандије постале су финансијске – дакле политичке – снаге које су свргнуле феудални поредак; економска моћ је победила војну моћ у области политике.

### Од напретка до реакције (марксистички поглед)
Према марксистичком погледу на историју, током 17. и 18. века, буржоазија је била политички прогресивна друштвена класа која је подржавала принципе уставне владавине и природног права, противно Закону о привилегијама и захтевима владавине божанским правом коју су племићи и прелати аутономно вршили током феудалног поретка.
Енглески грађански рат (1642–1651), Амерички рат за независност (1775–1783) и Француска револуција (1789–1799) били су делимично мотивисани жељом буржоазије да се ослободи феудалних и краљевских насртаја на своје личне слобода, комерцијалне проспекте и власништво над имовином. У 19. веку, буржоазија је заговарала либерализам и стекла политичка права, верска права и грађанске слободе за себе и ниже друштвене класе; стога је буржоазија била прогресивна филозофска и политичка снага у западним друштвима.
Након Индустријске револуције (1750–1850), средином 19. века велика експанзија друштвене класе буржоазије изазвала је њено раслојавање – по пословној активности и по економској функцији – на високу буржоазију (банкари и индустријалци) и ситну буржоазију (трговци и радници белог оковратника). Штавише, до краја 19. века капиталисти (првобитна буржоазија) су се уздигли у вишу класу, док је развој технологије и техничких занимања омогућио успон мушкараца и жена из радничке класе у ниже слојеве буржоазије; мада је друштвени напредак био успутан.

## Денотације

### Марксистичка теорија
Према Карлу Марксу, буржоазија се током средњег века обично састојала од самозапослених бизнисмена – као што је трговац, банкар или предузетник – чија је економска улога у друштву била да делују као финансијски посредник феудалном земљопоседнику и сељаку који је радио на феуду, земљи господара. Ипак, до 18. века, у време Индустријске револуције (1750–1850) и индустријског капитализма, буржоазија је постала економска владајућа класа која је поседовала средства за производњу (капитал и земљу) и која је контролисала средства принуде (оружане снаге и правни систем, полицијске снаге и затворски систем).
У таквом друштву, власништво буржоазије над средствима за производњу омогућило им је да запошљавају и експлоатишу надничарску радничку класу (градску и сеоску), људе чије је једино економско средство рад; а буржоаска контрола средстава принуде потиснула је социополитичке изазове нижих класа и тако очувала економски статус кво; радници су остали радници, а послодавци послодавци.
У 19. веку, Маркс је разликовао две врсте буржоаских капиталиста: (i) функционалне капиталисте, који су пословни администратори средстава за производњу; и (ii) рентијерски капиталисти чија средства за живот потичу или од закупа имовине или од прихода од камата које производи финансијски капитал, или обоје. У току економских односа, радничка класа и буржоазија се непрекидно упуштају у класну борбу, где капиталисти експлоатишу раднике, док се радници опиру њиховој економској експлоатацији, која настаје зато што радник не поседује средства за производњу, а да би зарадио живи, тражи запослење код буржоаског капиталисте; радник производи добра и услуге које су власништво послодавца, који их продаје по цени.
Осим што описује друштвену класу која поседује средства за производњу, марксистичка употреба термина „буржоазија“ такође описује потрошачки стил живота који произилази из власништва над капиталом и некретнинама. Маркс је признао буржоаску марљивост која је створила богатство, али је критиковао морално лицемерје буржоазије када је игнорисала наводно порекло свог богатства: експлоатацију пролетаријата, градских и сеоских радника. Даље значење појма „буржоазија” описује идеолошке концепте као што је „буржоаска слобода”, за коју се сматра да је супротстављена суштинским облицима слободе; „буржоаска независност“; „буржоаска индивидуалност“; „буржоаска породица“; и тако даље, све произилази из поседовања капитала и имовине (видети Комунистички манифест, 1848).

### Француска и земље француског говорног подручја
На енглеском се израз буржоазија често користи за означавање средње класе. Заправо, француски израз обухвата вишу и средњу економску класу, што је неспоразум који се десио и у другим језицима. Буржоазија у Француској и многим земљама француског говорног подручја састоји се од пет еволуирајућих друштвених слојева: ситна буржоазија, средња буржоазија, велика буржоазија, висока буржоазија и стара буржоазија.

#### Ситна буржоазија
Ситна буржоазија је еквивалент савременој средњој класи, или се односи на „друштвену класу између средње класе и ниже класе: ниже средње класе“.